# Tappeh Torkamān
Tappeh Torkamān (persiska: تَپِّه تُركَمان, تپّه ترکمان) är en ort i Iran.   Den ligger i provinsen Västazarbaijan, i den nordvästra delen av landet, 600 km väster om huvudstaden Teheran. Tappeh Torkamān ligger 1 282 meter över havet och antalet invånare är 437.
Terrängen runt Tappeh Torkamān är huvudsakligen platt, men söderut är den kuperad.Runt Tappeh Torkamān är det ganska tätbefolkat, med 185 invånare per kvadratkilometer. Närmaste större samhälle är Urmia, 18,7 km nordväst om Tappeh Torkamān. Trakten runt Tappeh Torkamān består till största delen av jordbruksmark.